# Kingspan Group

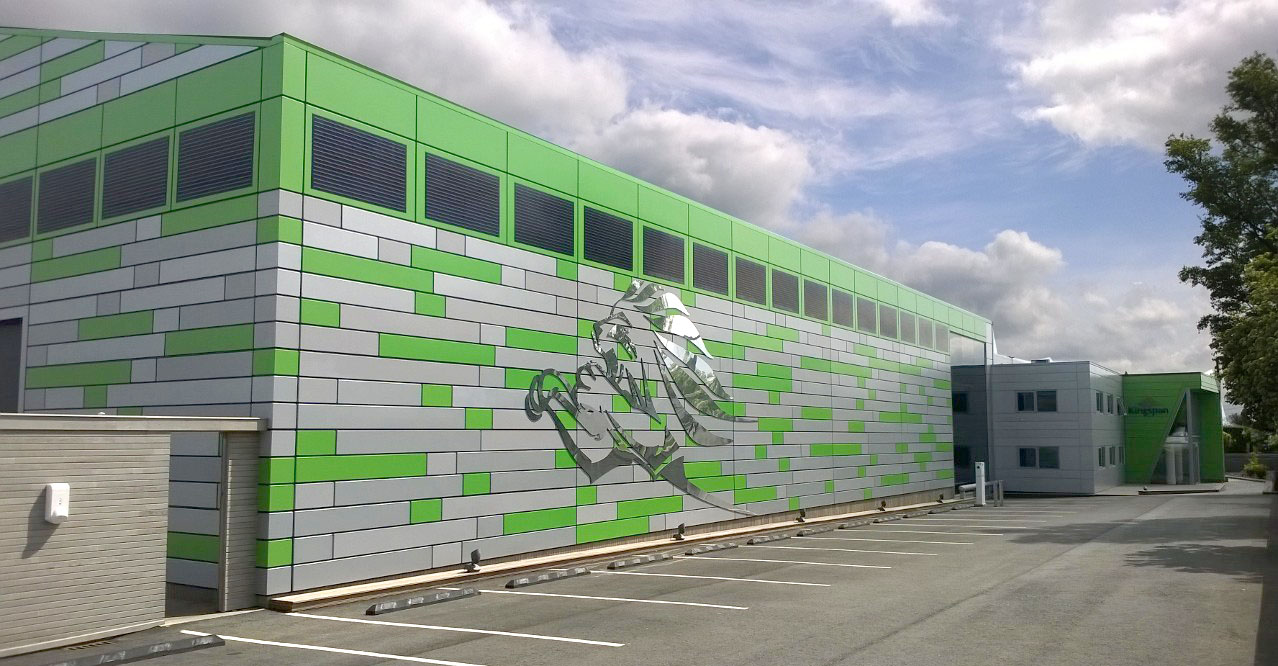
Hauptsitz des Unternehmens in Kingscourt

Kingspan ist ein börsennotierter irischer Hersteller von Baustoffen. Kingspan fertigt eine Vielzahl verschiedener Bauelemente, hat sich jedoch auf die Herstellung von thermisch isolierenden Gebäudeverkleidungen spezialisiert. Neben Fassadenverkleidungen und Dachelementen werden auch Oberlichter, Lüftungsschächte, vorgefertigte Regenwasserzisternen, Kraftstofftanks sowie Decken- und Bodenpaneele für den Innenausbau vertrieben.
Das Unternehmen wurde 1965 durch Eugene Murtagh gegründet, der zu Beginn landwirtschaftliche Anhänger fertigte. Später fokussierte er sich auf die Herstellung verschiedener Bauelemente und begründete damit die Kingscourt Construction Group. Insbesondere industrielle Silos und Tanks zählten anfangs zum Produktportfolio. Das Geschäft mit Isolierungen wurde ab 1980 aufgebaut. Im Jahr 1989 firmierte die Kingscourt Construction Group zur Kingspan Group um.